# Жерлица
Же́рли́ца — живцовая снасть для ловли хищных рыб таких, как — щука, судак, сом, налим, окунь. Для летней и зимней ловли существуют соответственно летние и зимние жерлицы. К плавучей разновидности летней жерлицы можно отнести «Кружок рыболовный».

## Летние жерлицы
Береговая летняя жерлица состоит из лески (шнура), наматываемой крестообразно на небольшую деревянную рогульку (развилистый сучок), привязываемую к шестику, воткнутому наклонно к воде. Вместо рогульки можно использовать катушку. К леске, на поводке, привязывается крючок (обычно используют двойник или тройник), наживляемый живцом, и опускается в воду. Хищник, схватив живца, тянет леску, которая постепенно сматывается с рогульки. Заглотив живца вместе с крючком, рыба попадается, и затем вытаскивается рыболовами при периодическом осмотре поставленных ими жерлиц. Применяется преимущественно для ловли щуки, но также может быть применена для ловли сома, налима, судака, голавля и других видов рыб. С лодки обычно используется кружок рыболовный.

## Зимние жерлицы
Наиболее распространена ловля на зимние жерлицы. Для зимней рыбалки особое значение имеет маскировка снасти — леса должна быть окрашена под цвет воды, крючок белый, прижат к телу живца резиновым кольцом. Различают надлёдные и подлёдные жерлицы.

### Зимние жерлицы, устанавливаемые на лёд
Существует множество конструкций зимних жерлиц. Самая простая зимняя жерлица делается на основе небольшого прутика, который устанавливается рядом с лункой. К прутику привязана леска, в качестве сигнализатора поклёвки служит кусок тряпки, веточка и т. д. Более сложная конструкция жерлицы состоит из катушкодержателя, катушки с намотанной на ней леской, и сигнального устройства с флажком. Жерлица устанавливается поверх лунки. На катушку наматывается леска с поводком и крючком на конце. На крючок цепляется живец, и опускается в лунку. Флажок подгибается под катушку таким образом, что катушка не позволяет ему встать вертикально. Когда хищник хватает живца и тянет леску, катушка начинает вращаться и флажок выскакивает и принимает вертикальное положение. Рыболов, увидев сработавший флажок, бежит к жерлице и подсекает хищника, чтобы крючок крепко засел в его челюсти. Применяется для ловли щуки, судака и других видов рыб.
На реках с быстрым течением устанавливают жерлицы по типу поплавочной удочки. Тяжёлое грузило укладывается на дно, поплавок с малой грузоподъёмностью находится под водой (прячется под лёд, чтобы не вмёрз), сигнализируя о поклёвке.

### Зимние жерлицы с подлёдным лесораспускателем

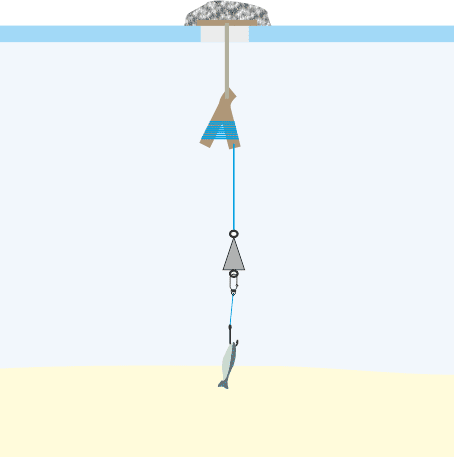
Зимняя жерлица с подлёдным лесораспускателем

У жерлицы такой конструкции отсутствует сигнализатор поклёвки. Относится к пассивному способу ловли рыбы. Лесораспускатель (например, деревянная рогулька с расщепом) с намотанной основной леской опускается под лёд. Места установки жерлицы помечаются прутиком. Чаще всего таким способом ловят налима, жерлицы ставятся на ночь и проверяются утром. Преимущество такого типа жерлицы в том, что запас лески на лесораспускателе не замерзнет, и, значит, жерлица, независимо от снега, дождя и т.д. всегда будет находиться в «боевой готовности». Недостатком является отсутствие сигнализации поклевки.